# Zhaozhuangxiang (ort i Kina, Henan Sheng, lat 33,99, long 113,04)
Zhaozhuangxiang (kinesiska: 赵庄乡) är en ort i Kina. Den ligger i provinsen Henan, i den centrala delen av landet, omkring 100 kilometer sydväst om provinshuvudstaden Zhengzhou. Antalet invånare är 35 477. Befolkningen består av 17 344 kvinnor och 18 133 män. Barn under 15 år utgör 23,0 %, vuxna 15-64 år 68 %, och äldre över 65 år 8,0 %.
Runt Zhaozhuangxiang är det tätbefolkat, med 659 invånare per kvadratkilometer. Närmaste större samhälle är Jia Xian Chengguanzhen, 16,0 km öster om Zhaozhuangxiang. Trakten runt Zhaozhuangxiang består till största delen av jordbruksmark.
Genomsnittlig årsnederbörd är 819 millimeter. Den regnigaste månaden är september, med i genomsnitt 157 mm nederbörd, och den torraste är januari, med 5 mm nederbörd.